# سانت هیپلیت د بلترگا
سانت هیپلیت د بلترگا (به اسپانیایی: Sant Hipòlit de Voltregà) یک شهرستان در اسپانیا است که در بارسلون واقع شده‌است.